# Brendan Gleeson
Brendan Gleeson (n. 29 martie 1955, Dublin, Irlanda) este un actor, scenarist, producător și regizor de film irlandez.

## Filmografie
| An   | Film                                          | Rol                                          | Note |
| ---- | --------------------------------------------- | -------------------------------------------- | --- |
| 1989 | Dear Sarah                                    | Brendan Dowd                                 | Television film |
| 1990 | Hard Shoulder                                 | Lorry Driver                                 | Television film |
| 1990 | The Field                                     | Quarryman                                    | |
| 1991 | In the Border Country                         | Farmer                                       | |
| 1991 | Saint Oscar                                   |                                              | Television film |
| 1991 | The Treaty                                    | Michael Collins                              | Television film |
| 1992 | The Bargain Shop                              | Jim Kennedy                                  | |
| 1992 | M.A.N.: Matrix Adjusted Normal                | Dr. Abraham                                  | Short film |
| 1992 | Far and Away                                  | Social Club Policeman                        | |
| 1992 | Conneely's Choice                             | Josie Conneely                               | Short film |
| 1992 | Into the West                                 | Inspector Bolger                             | |
| 1993 | The Snapper                                   | Lester                                       | Television film |
| 1993 | Screenplay                                    | Thomas Macken                                | Episode: "Love Lies Bleeding" |
| 1994 | The Lifeboat                                  | Leslie Parry                                 | 9 episodes |
| 1995 | The Life of Reilly                            | Patient                                      | Short film |
| 1995 | Braveheart                                    | Hamish Campbell                              | |
| 1995 | Kidnapped                                     | CRed Fox                                     | Television film |
| 1996 | Angela Mooney                                 | Barney Mooney                                | |
| 1996 | Michael Collins                               | Liam Tobin                                   | |
| 1996 | Trojan Eddie                                  | Ginger                                       | |
| 1997 | Spaghetti Slow                                | Frank Ferguson                               | |
| 1997 | Turbulence                                    | Stubbs                                       | |
| 1997 | The Butcher Boy                               | Father Bubbles                               | |
| 1997 | A Further Gesture                             | Richard                                      | |
| 1997 | I Went Down                                   | Bunny Kelly                                  | Nominated—National Society of Film Critics Award for Best Actor |
| 1997 | Before I Sleep                                | John Harte                                   | Short film |
| 1998 | Making the Cut                                | Flanagan                                     | Television film |
| 1998 | The General                                   | Martin Cahill                                | Nominated—National Society of Film Critics Award for Best Actor Nominated—Satellite Award for Best Actor - Motion Picture Drama |
| 1998 | This Is My Father                             | Garda Jim                                    | Television film |
| 1998 | The Tale of Sweety Barrett                    | Sweet Barrett                                | |
| 1999 | Lake Placid                                   | Sheriff Hank Keough                          | |
| 1999 | My Life So Far                                | Jim Menries                                  | |
| 2000 | Mission: Impossible 2                         | John C. McCloy                               | |
| 2000 | Harrison's Flowers                            | Marc Stevenson                               | |
| 2000 | Saltwater                                     | Simple Simon                                 | |
| 2000 | Wild About Harry                              | Harry McKee                                  | |
| 2001 | J.J. Biker                                    |                                              | |
| 2001 | Cáca Milis                                    | Pól                                          | Short film |
| 2001 | The Tailor of Panama                          | Michelangelo 'Mickie' Abraxas                | |
| 2001 | A.I. Artificial Intelligence                  | Lord Johnson-Johnson                         | |
| 2002 | 28 Days Later                                 | Frank                                        | |
| 2002 | Gangs of New York                             | Walter 'Monk' McGinn                         | |
| 2002 | Dark Blue                                     | Jack Van Meter                               | |
| 2003 | Cold Mountain                                 | Stobrod Thewes                               | |
| 2004 | In My Country                                 | De Jager                                     | |
| 2004 | Troy                                          | Menelaus                                     | |
| 2004 | The Village                                   | August Nicholson                             | |
| 2004 | Six Shooter                                   | Donnelly                                     | Short film |
| 2005 | Kingdom of Heaven                             | Raynald of Châtillon                         | |
| 2005 | Breakfast on Pluto                            | John Joe Kenny                               | |
| 2005 | Harry Potter and the Goblet of Fire           | Alastor "Mad-Eye" Moody/Bartemius Crouch Jr. | |
| 2006 | Studs                                         | Walter Keegan                                | Nominated—IFTA Award for Best Actor in a Lead Role – Film |
| 2006 | The Tiger's Tail                              | Liam O'Leary                                 | |
| 2007 | Black Irish                                   | Desmond                                      | |
| 2007 | Harry Potter and the Order of the Phoenix     | Alastor "Mad-Eye" Moody                      | |
| 2007 | Beowulf                                       | Wiglaf                                       | Motion-capture |
| 2008 | In Bruges                                     | Ken                                          | Nominated—IFTA Award for Best Actor in a Lead Role – Film Nominated—BAFTA Award for Best Actor in a Supporting Role Nominated—British Independent Film Award for Best Actor Nominated—Golden Globe Award for Best Actor – Motion Picture Musical or Comedy Nominated—Satellite Award for Best Actor - Motion Picture Musical or Comedy                       |
| 2009 | The Secret of Kells                           | Abbot Cellach                                | Voice |
| 2009 | Into the Storm                                | Winston Churchill                            | Television film Primetime Emmy Award for Outstanding Lead Actor – Miniseries or a Movie Satellite Award for Best Actor – Miniseries or Television Film Nominated—IFTA Award for Best Actor in a Lead Role – Television Nominated—British Academy Television Award for Best Actor Nominated—Golden Globe Award for Best Actor – Miniseries or Television Film |
| 2009 | Perrier's Bounty                              | Darren Perrier                               | Nominated—IFTA Award for Best Actor in a Supporting Role – Film |
| 2010 | Green Zone                                    | Martin Brown                                 | |
| 2010 | Harry Potter and the Deathly Hallows – Part 1 | Alastor "Mad-Eye" Moody                      | |
| 2010 | Noreen                                        | Con Keogh                                    | Short film |
| 2011 | The Guard                                     | Sergeant Gerry Boyle                         | Nominated—British Independent Film Award for Best Actor Nominated—Golden Globe Award for Best Actor – Motion Picture Musical or Comedy Nominated—Satellite Award for Best Actor – Motion Picture Nominated—IFTA Award for Best Actor in a Lead Role - Film                                                                                                   |
| 2011 | Albert Nobbs                                  | Dr. Holloran                                 | Nominated—IFTA Award for Best Actor in a Supporting Role – Film |
| 2011 | The Cup                                       | Dermot Weld                                  | |
| 2012 | Safe House                                    | David Barlow                                 | |
| 2012 | The Raven                                     | Captain Charles Hamilton                     | |
| 2012 | The Pirates! In an Adventure with Scientists! | Pirate with Gout                             | Voice |
| 2012 | The Company You Keep                          | Henry Osborne                                | |
| 2013 | The Smurfs 2                                  | Victor Doyle                                 | |
| 2013 | The Grand Seduction                           | Murray French                                | |
| 2014 | The Money                                     | James Castman                                | Television pilot |
| 2014 | Calvary                                       | Father James Lavelle                         | British Independent Film Award for Best Actor San Diego Film Critics Society Award for Best Actor IFTA Award for Best Actor in a Lead Role - Film Nominated—Detroit Film Critics Society Award for Best Actor |
| 2014 | Edge of Tomorrow                              | General Brigham                              | |
| 2014 | Song of the Sea                               | Conor / Mac Lir                              | Voices |
| 2014 | Stonehearst Asylum                            | The Alienist                                 | |
| 2015 | Suffragette                                   | Arthur Steed                                 | British Independent Film Award for Best Supporting Actor |
| 2015 | In the Heart of the Sea                       | Old Thomas Nickerson                         | |
| 2015 | Pursuit                                       | Searbhán                                     | |
| 2016 | Alone in Berlin                               | Otto Quangel                                 | |
| 2016 | Trespass Against Us                           | Colby                                        | |
| 2016 | Atlantic                                      | Narrator                                     | Voice Documentary |
| 2016 | Live by Night                                 | Thomas Coughlin                              | |
| 2016 | Assassin's Creed                              | Joseph Lynch                                 | |
| 2017 | Hampstead                                     | Horner                                       | |
| 2017 | Mr. Mercedes                                  | Detective Bill Hodges                        | 10 episodes |
| 2017 | Paddington 2                                  | Knuckles McGinty                             | |